# Jaguar XJR-15
Jaguar XJR-15 är en supersportbil, tillverkad av det brittiska racingstallet TWR i samarbete med Jaguar mellan 1990 och 1992.

## Jaguar XJR-15
Tom Walkinshaws TWR-team hade skött Jaguars bilsportsatsning under 1980-talet, först standardvagnar med Jaguar XJ-S och därefter sportvagnsracing med XJR-serien. Tävlingarna i sportvagns-VM hade resulterat i två raka VM-titlar och två segrar i Le Mans 24-timmars i slutet av åttiotalet. Walkinshaw såg en marknad för en superbil baserad på XJR-9:an och startade, tillsammans med Jaguar, företaget Jaguar Sport för att bygga bilen, samtidigt som Jaguar arbetade på sin egen XJ220.
XJR-15 fick ett chassi byggt i lätta kompositmaterial och med en sittbrunn anpassad för två personer. Hjulupphängningarna var av senaste racingsnitt med horisontellt liggande fjädrar fram. Motorn utgjorde en lastbärande del av chassit och bar upp den bakre hjulupphängningen. Bilen hade en sexväxlad osynkroniserad växellåda. Femtio bilar såldes till ett pris om 500 000 pund. Det fanns även ett utrustningspaket att köpa till för 75 000 pund som gjorde bilen mer användbar för landsvägskörning, med bland annat en synkroniserad femväxlad växellåda.

## Tekniska data
| Tekniska data         | XJR-15                                                           |
| --------------------- | ---------------------------------------------------------------- |
| Motor:                | Mittmonterad 60° 12-cylindrig V-motor                            |
| Cylindervolym:        | 5993 cm³                                                         |
| Borrning x slaglängd: | 87,0 x 84,0 mm                                                   |
| Kompression:          | 11,0:1                                                           |
| Max effekt:           | 450 hk vid 6 250 v/min                                           |
| Max vridmoment:       | 569 Nm vid 4 500 v/min                                           |
| Ventilstyrning:       | En överliggande kamaxel per cylinderrad, 2 ventiler per cylinder |
| Bränslesystem:        | Lucas bränsleinsprutning                                         |
| Växellåda:            | 6-växlad manuell                                                 |
| Hjulupphängning:      | Dubbla tvärlänkar, skruvfjädrar                                  |
| Bromsar:              | Hydrauliska skivbromsar                                          |
| Chassi & kaross:      | Självbärande kolfibermonocoque                                   |
| Hjulbas:              | 272 cm                                                           |
| L x B x H:            | 480 x 190 x 110 cm                                               |
| Torrvikt:             | 1050 kg                                                          |
| Acc. 0–100 km/h:      | 3,1 s                                                            |
| Toppfart:             | 297 km/h                                                         |

## Motorsport

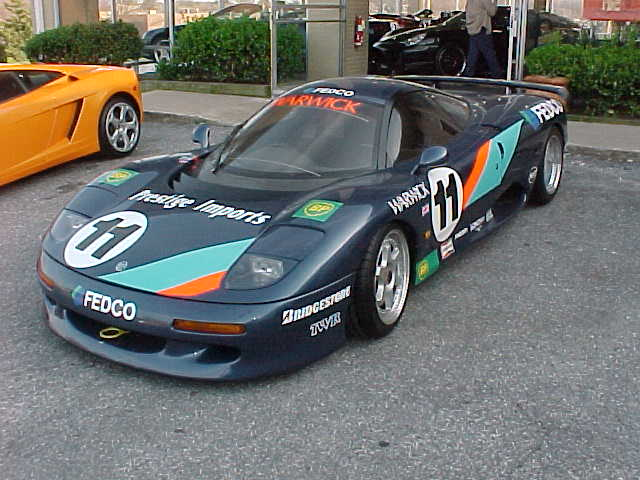

Jaguar Sport erbjöd sina kunder att delta i enhetsserien Intercontinental Challenge, bestående av tre deltävlingar under 1991. Tävlingarna avgjordes i samband med formel 1-loppen i Monaco, Storbritannien och Belgien. Antalet deltagare begränsades till sexton stycken och kunderna engagerade professionella racerförare som Derek Warwick, Juan Manuel Fangio II och Armin Hahne att köra bilarna. Förstapriset i de två första tävlingarna var en ny Jaguar-bil och i den avslutande tävlingen en miljon dollar.